# مصائد صحراوية

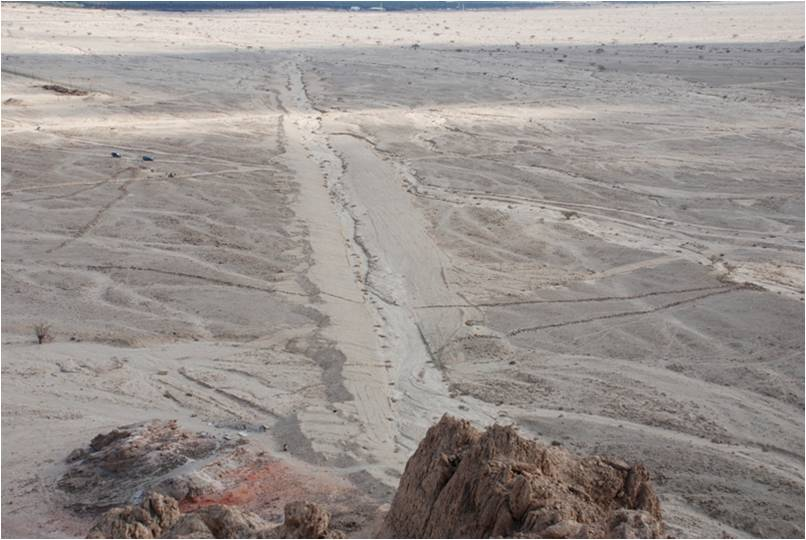
يظهر التركيب الحجري من اليمين إلى اليسار بشكل خطين متوازيين

المصائد الصحراوية هي حجارة مرصوفة على نحو دائري تمتد على كيلومترات في صحراء الشام في ومجمل الجزيرة العربية. يرجع بناؤها إلى ما بين 3000 و5000 عام،. يصل قطر إحداها إلى 400 متر وكان يستخدمها الناس بغرض اصطياد الحيوانات البرية حيث يتم توجيهها إلى الممرات التي تفضي إلى الدائرة التي تكون كمصيدة تمكنهم من القبض عليها. ولقد عثر على 3000 موقع في الأردن، و2000 في المملكة العربية السعودية.
تسمى بالإنجليزية Desert Kites، أي الطائرات الورقية الصحراوية، وأسماها كذلك لأول مرة في سنة 1927 طيار بريطاني اسمه برسي ميتلاند يقوم بعملية نقل للبريد بين القاهرة وبغداد من طائرته، حين رأى حجارة مرصوفة على نحو نجمي في بادية الحماد في سوريا وشرق الأردن والمملكة العربية السعودية.
وأظهرت الدراسات التالية بأن أشكالها وهندستها بين الدائرية ، والنجمية واللولبية والمستقيمة. وتتميّز المواقع ذات الأشكال الدائرية بجدران سميكة وتقسيمات داخلية، وتتميز الجدران بأنها صغيرة لا ترتفع عن سطح الأرض أكثر من 50 سم، وتمتد على نحو مستقيم لمسافات قد تصل إلى 5 كلم. ويكون المخطط العام دائرة حجرية مغلقة إلا من منفذ واحد بجدارين ضيقين ينفرجان كلما ابتعدت عن الدائرة بغرض استخدامه كقمع يفضي إلى الدائرة أثناء مطاردة الحيوانات نحوها. وأظهرت الدراسات الحديثة أيضاً بأن استخدامها الأساسي كان لاصطياد قطعان كاملة من غزال الريم والذي انقرض في النهاية من المشرق بحلول القرن التاسع عشر.